# Ja'far al-'Askari
Jaʿfar al-ʿAskarī (in arabo جعفر العسكري‎?; Baghdad, 15 settembre 1885 – Baghdad, 29 ottobre 1936) è stato un militare e politico iracheno, per due volte primo ministro, dal 22 novembre 1923 al 3 agosto 1924 e dal 21 novembre 1926 al 31 dicembre del 1927.

## Gioventù e carriera nell'esercito imperiale ottomano
Jaʿfar Pascià al-ʿAskarī nacque il 15 settembre 1885 a Baghdad, quando la città e la regione irachena (più spesso chiamata all'epoca in Europa "Mesopotamia") faceva parte integrante dell'impero ottomano. Quarto di cinque fratelli, cui si aggiungeva una sorella, egli era figlio di Muṣṭafā ʿAbd al-Raḥmān al-Mudarris, colonnello dell'esercito imperiale ottomano. Jaʿfar seguì le orme paterne ed entrò presto all'accademia militare di Baghdad prima di proseguire nel 1901 l'addestramento all'accademia militare ottomana a Istanbul, dove conseguì il grado di sottotenente nel 1904. Fu inviato alla sesta armata imperiale, di stanza a Baghdad. Jaʿfar si recò in seguito a Berlino, dove rimase tra il 1910 e il 1912 per perfezionare la sua preparazione e per studiare le possibili riforme da apportare alle forze armate ottomane, da lungo tempo in crisi. Al-ʿAskarī ricevette l'ordine di rientrare in Iraq per prendere parte ai combattimenti che, prima dello scoppio della prima guerra mondiale, portarono l'impero a scontrarsi con il nemico nei Balcani.
Dopo che si concluse nel 1913 la guerra nei Balcani, Jaʿfar divenne istruttore nell'accademia di addestramento per gli ufficiali di Aleppo, ma otto mesi più tardi superò le selezioni per accedere all'accademia di guerra di Istanbul.

## La prima guerra mondiale e la rivolta araba
Quando scoppiò il primo conflitto mondiale Jaʿfar combatté dapprima in Libia nei ranghi dell'esercito ottomano, che faceva parte della Triplice alleanza. La partecipazione per lui alla campagna militare avvenne però sui Dardanelli, dove si guadagnò la Croce di ferro germanica e dove fu rapidamente promosso generale. Solo dopo questa promozione fu destinato al fronte libico per assumere il comando delle forze senussite. Nella battaglia di Agagiya Jaʿfar fu preso prigioniero dai britannici e imprigionato nella cittadella di Il Cairo con il suo amico e futuro cognato Nuri al-Sa'id. Jaʿfar mise un atto un tentativo di evasione, legando insieme delle lenzuola per tentare di calarsi dalle mura della cittadella. Durante questo tentativo un lenzuolo si ruppe (Jaʿfar non era di poco peso, infatti), provocando la sua caduta che gli provocò la frattura dell'anca, sì da consentire alle guardie di catturarlo nuovamente. In base al necrologio che di lui si fece al momento della morte, Jaʿfar si offrì di pagare il lenzuolo rotto, visto che era in buone relazioni con i suoi stessi carcerieri.
Qualche tempo dopo la sua fallita evasione (o mentre era ricoverato sulla sua parola d'onore), Jaʿfar venne a sapere della rivolta araba con cui i nazionalisti intendevano scrollarsi dal dominio ottomano e che alla guida aveva il leader della famiglia hascemita in Hegiaz, al-Ḥusayn ibn ʿAlī, sharīf di La Mecca. La rivolta era appoggiata dal Regno Unito e dall'Entente cordiale, per creare ulteriori difficoltà all'impero ottomano, distogliendo parte delle sue forze da altri teatri operativi. In cambio i britannici promisero (corrispondenza Husayn-McMahon) di creare una nazione araba indipendente, guidata dallo sharīf, mentre segretamente tradivano tale impegno concordando con la Francia la spartizione a loro vantaggio dell'impero ottomano una volta che questo fosse stato sconfitto (accordi Sykes-Picot). Dopo aver letto della rivolta araba e della crescente intromissione ottomana negli affari arabi (il suo amico Sālim al-Jazāʾirī fu giustiziato con altri importanti arabi per le loro attività nazionalistiche dal generale ottomano Jamāl Pascià), Jaʿfar decise che era rispondente ai suoi ideali schierarsi con la rivolta, unitamente al cognato Nūrī al-Saʿīd. Da principio lo sharīf al-Husayn fu titubante ad accogliere Jaʿfar, già generale delle forze armate ottomane, ma infine si convinse e Jaʿfar fu invitato da suo figlio, l'emiro Faysal a unirsi allo schieramento arabo impegnato a combattere l'Impero ottomano. Jaʿfar combatté sotto il comando di Faysal per tutto il periodo che si concluse con la sconfitta dell'impero, compreso il riuscito attacco contro Damasco del 1918.

## Governatore di Aleppo
Dopo la prima guerra mondiale e il collasso dell'impero ottomano un altro dei figli dello sharīf di Mecca, al-Husayn b. 'Ali l'emiro Zayd, a nome dell'emiro Faysal chiese a Jaʿfar di diventare ispettore generale del suo esercito del recentemente istituito Regno di Siria ed egli accettò. Poco dopo Jaʿfar fu nominato governatore militare del vilayet di Aleppo, in Siria. Durante il suo mandato egli interrogò numerosi iracheni circa lo stato della loro comune patria e il ruolo svolto dal Regno Unito. Jaʿfar cominciò a pensare che gli Iracheni dovessero fare conto solo sulle loro forze e che lo avrebbero senz'altro fatto meglio dei britannici che al momento controllavano il terreno. Al-'Askari era favorevole a una guida hascemita, con gli inevitabili legami con la Gran Bretagna. Si unì al cognato e amico Nuri al-Sa'id per entrare a far parte della società segreta al-ʿAhd al-ʿIrāqī, che era favorevole a mantenere buone relazioni con Londra.

## Istituzione del Regno d'Iraq e carriera politica
Nel 1921 il Regno Unito decise che sarebbe stato maggiormente rispondente ai suoi interessi economici e strategici creare una monarchia in Iraq e insediarvi l'amica famiglia hascemita che era stata determinante per staccare i nazionalisti arabi dall'Impero ottomano. Scelsero Faysa ibn al-Husayn, figlio dello Sharīf di La Mecca, al-Husayn ibn 'Ali. Questo risolveva due problemi: il primo quello di compensare il responsabile della rivolta araba per i suoi sforzi in favore degli Alleati; il secondo quello di indennizzare in qualche modo il mondo nazionalista arabo e lo stesso emiro hascemita, costretto ad abbandonare dopo un'impari battaglia il trono siriano dall'esercito francese, a ciò autorizzato dagli accordi Sykes-Picot con cui Francia e Regno Unito si erano divise anzitempo le spoglie dell'Impero ottomano: accordo tenuto accuratamente segreto per non rischiare la fine prematura dell'alleanza da parte degli arabi, e rivelato solo dai bolscevichi una volta giunti al potere.
Faysal non conosceva peraltro l'Iraq (nel quale non era mai stato) e pertanto prescelse per il suo compito di governo una serie di persone di origine irachena, che gli garantivano fedeltà e competenza. Tra costoro vi era, per l'appunto, Jaʿfar Pascià al-ʿAskarī, che fu nominato ministro della Difesa irachena. Durante quel periodo una delle principali realizzazioni del nuovo ministro fu quella di organizzare il rientro di 600 militari ottomani oriundi dell'Iraq, per formare in tal modo un corpo adeguato di ufficiali per le nuove forze armate irachene. Suo cognato Nūrī al-Saʿīd divenne capo di stato maggiore dell'esercito nel febbraio 1921.
Nel novembre del 1923 il re Faysal nominò al-ʿAskarī primo ministro d'Iraq. Il sovrano cercava un forte e convinto sostegno per il suo primo ministro, in un momento-chiave in cui l'Assemblea costituente irachena avesse aperto i suoi previsti lavori nel marzo del 1924. Il tema dominante durante i lavori dell'assemblea fu il trattato anglo-iracheno che i britannici volevano a tutti i costi per legittimare il loro mandato, assegnato loro dalla Società delle Nazioni. Numerosi iracheni si opponevano a un trattato che considerava l'Iraq come "non preparato" a un'ordinata vita "democratica" e intendevano opporsi a quel testo con ogni forza. Quando però l'alto commissario britannico, Sir Percy Zachariah Cox minacciò di realizzare comunque il mandato, a condizioni anche peggiori di quelle su cui si discuteva, il re e l'opposizione dovettero rassegnarsi a questa moderna forma di neocolonialismo da parte di una potenza vincitrice nel primo conflitto mondiale.
Dopo che fu approvato quell'umiliante trattato da parte dell'Assemblea costituente, Jaʿfar al-ʿAskarī rassegnò immediatamente le proprie dimissioni.
Nel novembre del 1926 Faysal nominò ancora una volta primo ministro Jaʿfar al-ʿAskarī (che all'epoca era ambasciatore a Londra). Due fondamentali compiti dominavano la sua scaletta politica: la coscrizione militare e lo scontento della maggioranza sciita nel Paese. La coscrizione obbligatoria era un argomento complesso: da un lato la volontà di gettare solide fondamenta alla costruzione dello Stato moderno dell'Iraq, considerato un sacro dovere per chi fosse stato chiamato sotto le armi, ma un intollerabile violazione delle proprie libertà individuali e dell'autonomia delle tribù per gli sciiti, riottosi ad assoggettarsi a quello che si prefigurava come uno Stato a decisa maggioranza sciita, assoggettato però a un'élite sunnita spesso prepotente. Inoltre sembrava abbastanza chiaro che l'esercito era supervisionato con decisa iattanza dalle autorità mandatarie, viste con crescente insofferenza dagli spiriti liberi iracheni, irritati tra l'altro dal procrastinarsi delle ingerenze britanniche, denunciate dal mancato ingresso dell'Iraq nella Società delle Nazioni, inizialmente previsto nel 1928 e rinviato da Londra al 1932.
Jaʿfar al-ʿAskarī si dimise ancora una volta nel dicembre del 1927, come conseguenza della freddezza con cui era stato accolta dall'opinione pubblica la bozza del nuovo trattato con il Regno Unito.
Oltre ai suoi importanti incarichi di primo ministro al-ʿAskarī era stato anche ministro degli Esteri, ambasciatore iracheno a Londra più volte e ministro della Difesa per quattro volte.

## Assassinio e conseguenze
Durante il Colpo di Stato militare del 1936, condotto dal generale curdo Bakr Sidqi contro il governo di Yāsīn al-Hāshimī, Jaʿfar, che era ministro della Difesa, fu inviato a colloquio con Bakr Ṣidqī, nel tentativo di mettere fine alle violenze e informare Ṣidqī della disponibilità ad apportare mutamenti nella compagine ministeriale, che cioè al-Hāshimī si sarebbe dimesso in favore di Hikmet Suleyman (che Ṣidqī sosteneva). Ṣidqī era sospettoso di quella manovra e ordinò ai suoi uomini di intercettare e uccidere al-ʿAskarī. Il suo cadavere fu frettolosamente inumato lungo la stessa strada che egli aveva percorso e i sostenitori del generale golpista entrarono trionfalmente a Baghdad, portando a completo compimento il colpo di Stato anti-governativo.
Tuttavia l'omicidio di al-ʿAskarī diventò un elemento assai negativo per Ṣidqī. Molti dei suoi sostenitori nell'esercito si disgustarono per i metodi violenti messi in atto contro un loro esponente, che aveva combattuto nei momenti in cui il regno si era formato, senza dimenticare che molti si erano formati sotto di lui e ne conservavano un ottimo ricordo.
Il nuovo governo sopravvisse per solo dieci mesi, prima che anche Ṣidqī cadesse assassinato da un complotto ordito tra ufficiali delle forze armate irachene. Il governo di Suleyman non poté più restare al potere e il cognato di al-ʿAskarī non si accontentò della morte di Ṣidqī, provando a coinvolgere anche il Primo ministro nell'accusa di avere complottato per assassinare il re Ghazi. Il tutto era platealmente falso ma ciò non servì a Suleyman a sfuggire alla condanna a morte: pena poi commutata nell'ergastolo.